# Jean-Baptiste Ochier
Jean-Baptiste-Louis-Marie Ochier, né le 9 mars 1785 à Azé, mort le 27 février 1860 à Clunyest un archéologue et numismate français.

## Biographie
Après ses études de médecine à Montpellier, diplômé en 1807, il passe quelques années à Paris et s’installe à Cluny en 1810 en acquérant le palais abbatial Jean de Bourbon et le pavillon De Guise, ainsi que le parc qui les entoure.
 Le 15 avril 1817 il se marie à Cluny avec Sabine Aucaigne.
Passionné d’archéologie, Ochier collectionne les vestiges de l’abbaye de Cluny et les réunit chez lui au sein de l’orangerie, de la tour Fabry et de la galerie du cloître.
En 1844, il est nommé conservateur de la bibliothèque de Cluny et en 1850 c’est chez lui que se réunit la Société française pour la conservation des monuments historiques.
Nommé correspondant de l’Académie de Mâcon le 16 janvier 1810, il en devint titulaire du 25 avril 1852 à sa mort.
Après sa mort, sa veuve, conformément à ses dernières volontés, fait don en 1864 de leur propriété à la ville pour qu’elle devienne un musée : le musée Ochier.

## Sources
- Biographie lire en ligne sur Gallica